# Goon (film)
Goon è un film del 2011 diretto da Michael Dowse e con protagonisti Seann William Scott, Liev Schreiber e Jay Baruchel. La sceneggiatura del film, scritta da Jay Baruchel e Evan Goldberg è tratta dal romanzo Goon: The True Story of an Unlikely Journey into Minor League Hockey scritto da Doug Smith e Adam Frattasio.

## Trama
Doug Glatt è un ragazzo dotato di notevole forza fisica che lavora come buttafuori presso un pub. Lo studio non è il suo forte e per questo motivo si sente emarginato dalla famiglia, in quanto suo padre e suo fratello sono entrambi medici. Un giorno Doug va a vedere con l'amico Ryan una partita della lega minore di hockey su ghiaccio e durante la partita il suo amico insulta un giocatore in panchina  della squadra ospite, lanciandogli del cibo. Quest'ultimo, infuriato, si arrampica sugli spalti con l'intento di picchiare il ragazzo, ma Doug, in difesa dell'amico, massacra di botte il giocatore davanti a tutti, mettendolo poi K.O. con una testata che gli fracassa il casco. Ciò provoca un'ovazione nei suoi confronti da parte di tutto il pubblico e della squadra di hockey locale.
In seguito Doug riceve la telefonata dell'allenatore della squadra di hockey che, impressionato dalla sua forza, gli offre di entrar a far parte del team nel ruolo di "Goon", un giocatore che ha come compito quello di dissuadere e rispondere al gioco violento degli avversari a sua volta rispondendo con la forza fisica.
Dopo essersi licenziato dal pub, Doug, che sa a malapena pattinare, impara velocemente e si mette in luce: le risse che scatena in campo e che puntualmente vince gli valgono il soprannome di "Teppista". Un giorno il suo allenatore, dicendogli che in quella squadretta il suo talento da picchiatore è sprecato, lo spedisce dal proprio fratello, un Team Manager di una squadra di hockey semiprofessionistica.
Doug si ritrova così a doversela vedere con un gioco più duro, più tecnico e soprattutto ad avere a che fare con il disprezzo di Xavier LaFlemme, un'ex stella dell'hockey canadese che, vittima di un tremendo infortunio tempo addietro, non riesce più a giocare decentemente per paura di farsi male nuovamente, e tenta di affogare la propria frustrazione con l'uso di droghe e alcol. La dedizione all'allenamento e lo spirito di squadra di Doug riescono a scuotere l'apatia dei suoi compagni di squadra, ma soprattutto attirano l'attenzione di Ross Rhena detto "The Boss": quest'ultimo, una vera leggenda nella NHL, è considerato il Goon più forte esistente, in quanto non ha mai perso una rissa in campo, mettendo sempre K.O. l'avversario; Rhena, ormai passato alle leghe minori e prossimo al ritiro, desidera scontrarsi presto con Doug, per scoprire chi di loro due è il più forte. Nel frattempo, Doug trova anche l'amore di una ragazza, Eva, che per lui arriva a lasciare il proprio fidanzato (da cui Doug si fa prendere a pugni per placare i propri sensi di colpa).
Con la sua profonda umiltà Doug (del tutto diverso dal superbo e arrogante Rhena) che non si risparmia durante i match sempre più ardui (infortunandosi seriamente prima alla bocca e poi alla caviglia) diventa un elemento trainante per la squadra, che ritorna a vincere come faceva un tempo, giungendo addirittura ai play-off stagionali. Anche LaFlemme, scosso da Doug, che gli ricorda se stesso com'era un tempo, torna a pattinare come i vecchi tempi.

## Distribuzione
Il film è stato presentato in anteprima il 10 settembre 2011 al Toronto International Film Festival. È stato successivamente distribuito in Regno Unito ed Irlanda a partire dal 6 gennaio 2012.
Il primo trailer ufficiale del film è stato distribuito online il 7 novembre 2011.

## Sequel
Nel 2017 ha avuto un sequel intitolato Goon: Last of the Enforcers, diretto da Jay Baruchel.